# Vereeniging van Nederlandsche patroons "Boaz"
De Vereeniging van Nederlandsche Patroons "Boaz" was een Nederlandse werkgeversorganisatie die werd opgericht op 11 november 1891 en op 22 september 1893 officieel werd erkend bij koninklijk besluit nr. 28. De vereniging was gevestigd in Amsterdam en had als doel om werkgevers te wijzen op hun morele en godsdienstige verantwoordelijkheden binnen de bedrijfsvoering.

## Doelstellingen
De vereniging richtte zich op het bevorderen van christelijke principes binnen het werkgeverschap. Dit hield in dat de aangesloten patroons niet alleen oog moesten hebben voor de materiële belangen van hun werknemers, maar ook voor hun godsdienstige en zedelijke ontwikkeling. De vereniging streefde ernaar om de arbeidsomstandigheden te verbeteren en richtte zich op zowel de leden als de bredere groep van loontrekkenden.

## Historische context
De oprichting van "Boaz" vond plaats in een periode waarin protestants-christelijke werkgeversorganisaties ontstonden als reactie op de opkomende arbeidersbeweging en de sociale kwestie in Nederland. De vereniging zag het als haar taak om een evenwicht te vinden tussen werkgeversbelangen en sociale verantwoordelijkheid, geïnspireerd door christelijke waarden.

## Invloed en activiteiten
De exacte activiteiten van de vereniging zijn beperkt gedocumenteerd, maar uit historische bronnen blijkt dat zij zich inzette voor de sociale en ethische betrokkenheid van werkgevers. De vereniging speelde een rol in het debat over arbeidsverhoudingen en maatschappelijke verantwoordelijkheid binnen de protestants-christelijke zuil.